# Corlățel
Corlățel é uma comuna romena localizada no distrito de Mehedinți, na região de Oltênia. A comuna possui uma área de 46.54 km² e sua população era de 1499 habitantes segundo o censo de 2007.